# Cimetière de Berlin-Dahlem
À ne pas confondre avec le cimetière boisé de Berlin-Dahlem
Le cimetière de Dahlem (Friedhof Dahlem) est un cimetière berlinois situé à Berlin-Dahlem et inauguré en 1908. Il s'étend sur 1,1 hectare. C'est aujourd'hui un lieu protégé du Land de Berlin. Il ouvre sur la Königin-Luise-Straße.
Il est réuni au cimetière évangélique Sainte-Anne de la paroisse de Dahlem (0,2 ha) fondé au XIIIe siècle et la nouvelle extension de 1908 forme donc un L. 

## Personnalités inhumées au cimetière principal
- Otto Appel (1867-1952), botaniste et agronome
- Ernst Otto Beckmann (1853-1923), chimiste
- Paul Bildt (1885-1957), acteur et réalisateur
- Emil Bohnke (1888-1928), compositeur, chef d'orchestre, altiste
- Lilli Bonhke, née Mendelssohn (1897-1928), violoniste
- Horst Caspar (1913-1952), acteur
- Klaus Croissant (1931–2002), avocat, espion, personnalité politique
- Hermann Diels (1848–1922), philologue
- Else Ehser (1894-1968), actrice
- Wilhelm Fliess (1858-1928), médecin et ami de Freud
- August Gaul (1869-1921), sculpteur
- Rudolf Havenstein (1857-1923), président de la Reichsbank
- Fritz Heinemann (1864-1932), sculpteur
- Hans Herzfeld (1892–1982), historien
- Ludwig Knaus (1829–1910), peintre de genre
- Lilli Lehmann (1848-1929), cantatrice
- Albert von Le Coq (1860-1930), archéologue et explorateur
- Ernst Lindemann (1894-1941), officier de marine
- Friedrich Meinecke* (1862–1954), historien
- Joachim Nottke (1928–1998), auteur, acteur et doubleur
- Carl Raddatz* (1912–2004), acteur
- Max Unger (1854-1918), sculpteur
- Jacobus Henricus Van 't Hoff, premier prix Nobel de chimie
- Otto Heinrich Warburg (1883-1970), prix Nobel de physiologie

## Illustrations

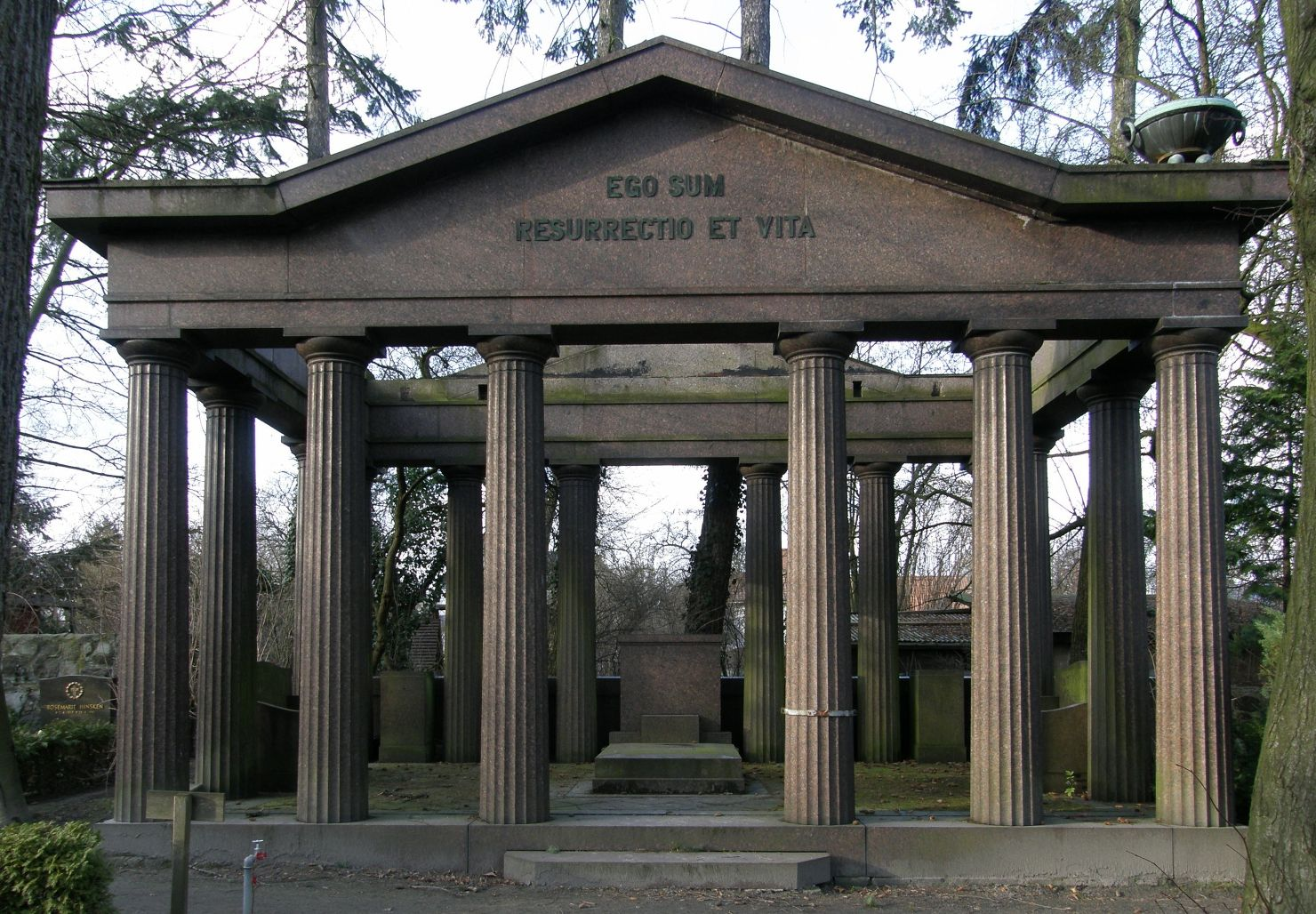
Sépulture de la famille Leichner en forme de temple grec (Ego sum resurrectio et vita)
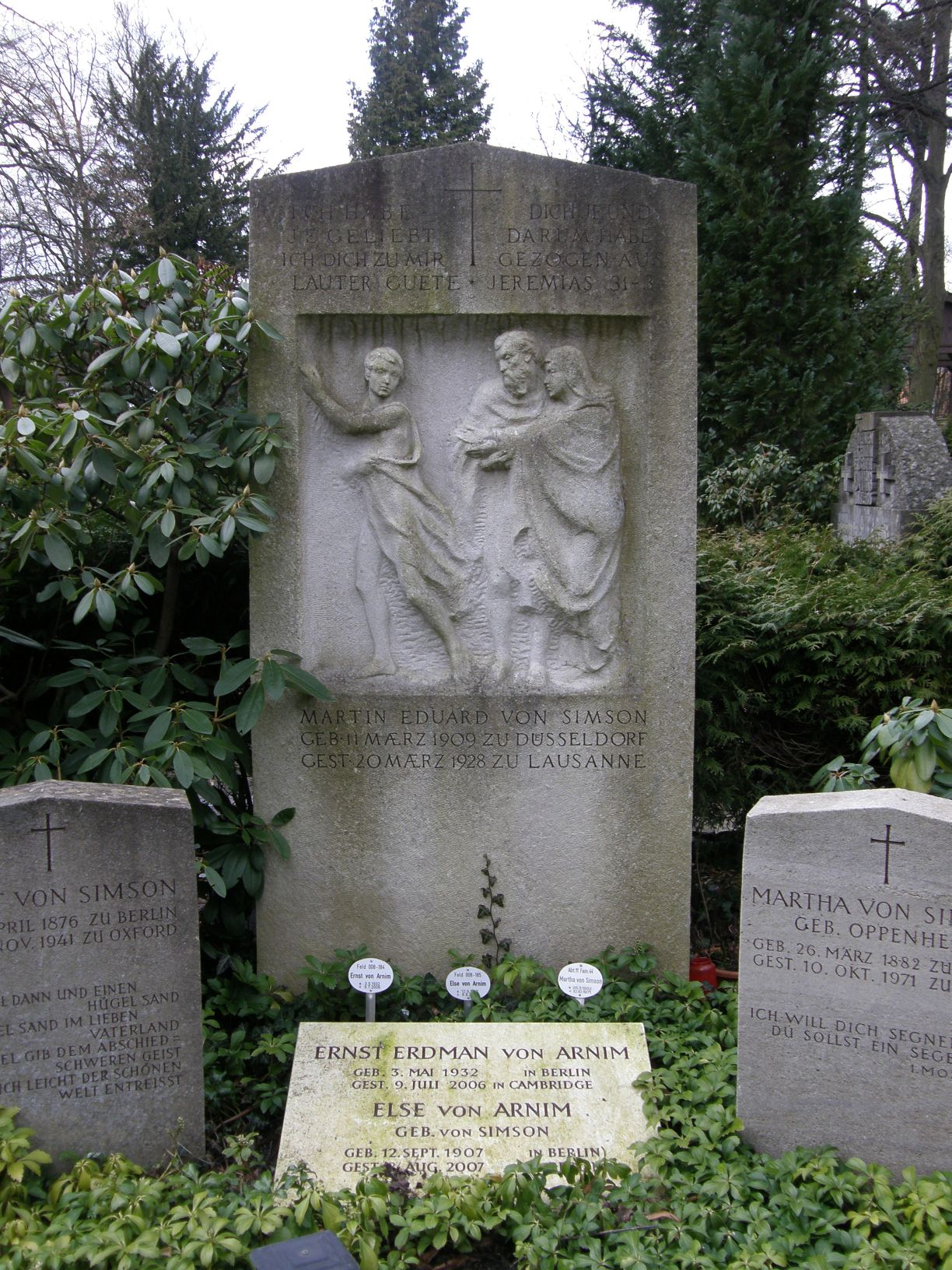
Tombe de la famille von Arnim et d'Ernst von Simson
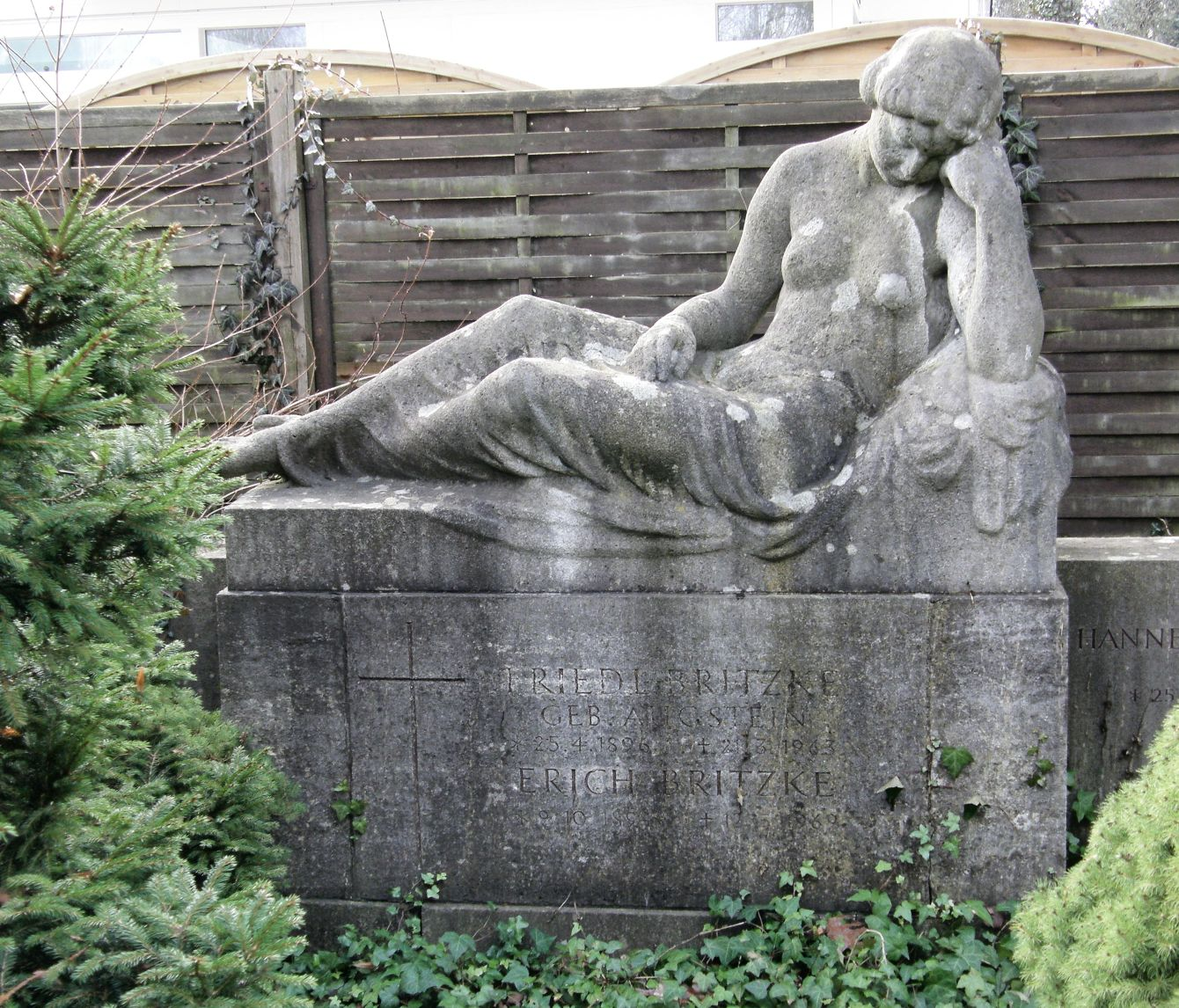
Tombe d'Erich Britzke (sculpture d'Arthur Lewin-Funcke)
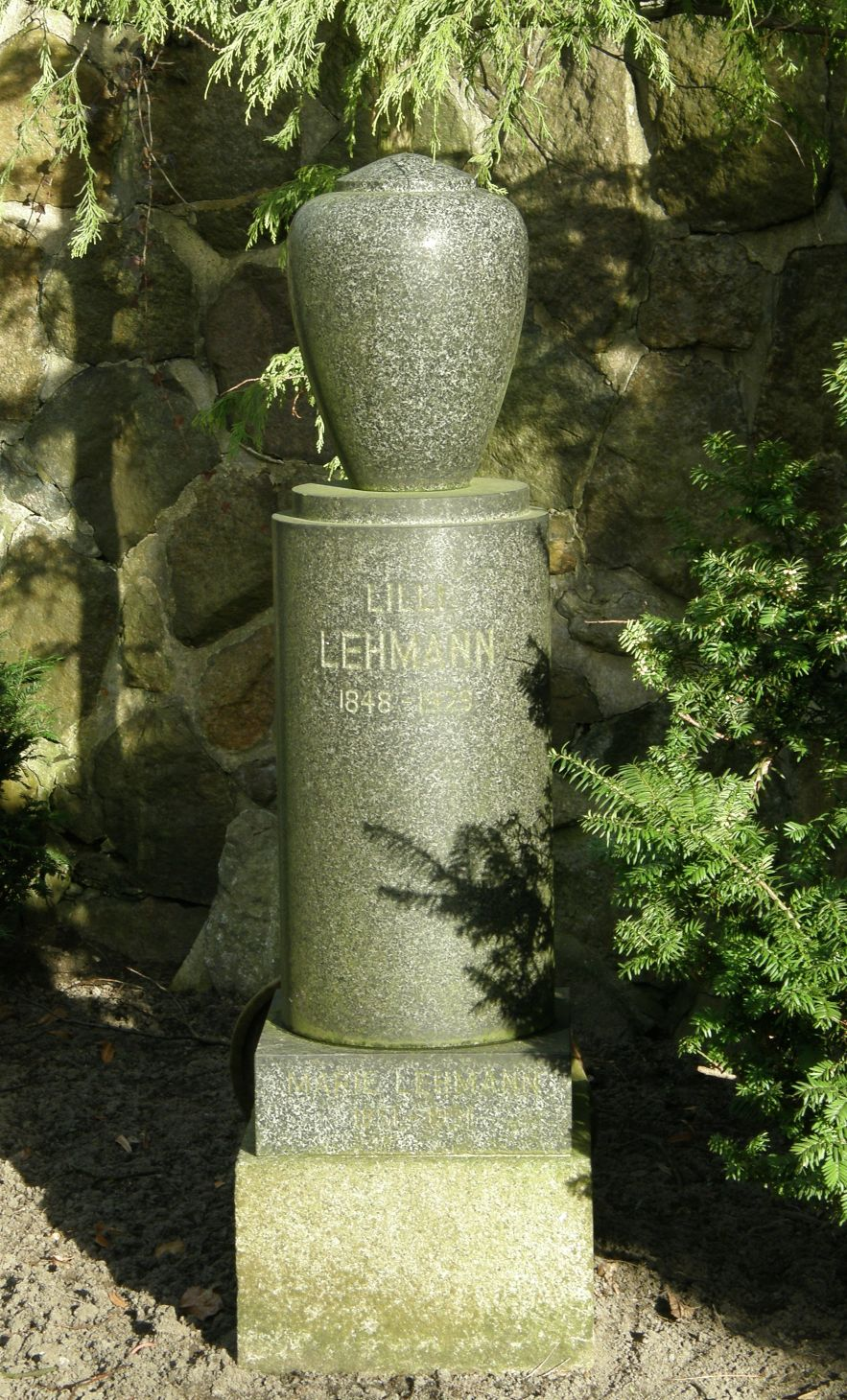
Tombe de Lilli Lehmann
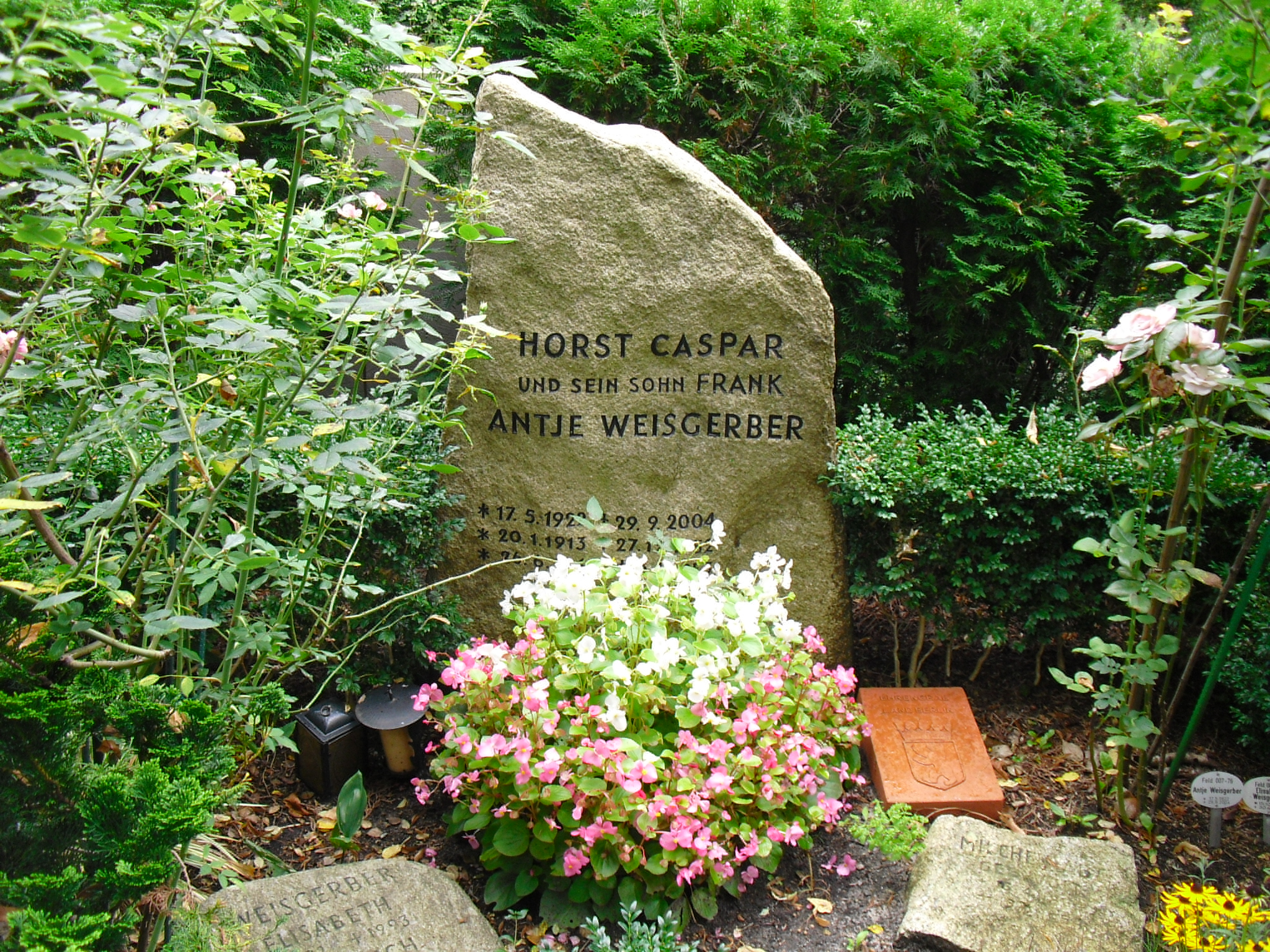
Tombe d'Horst Caspar et de sa famille
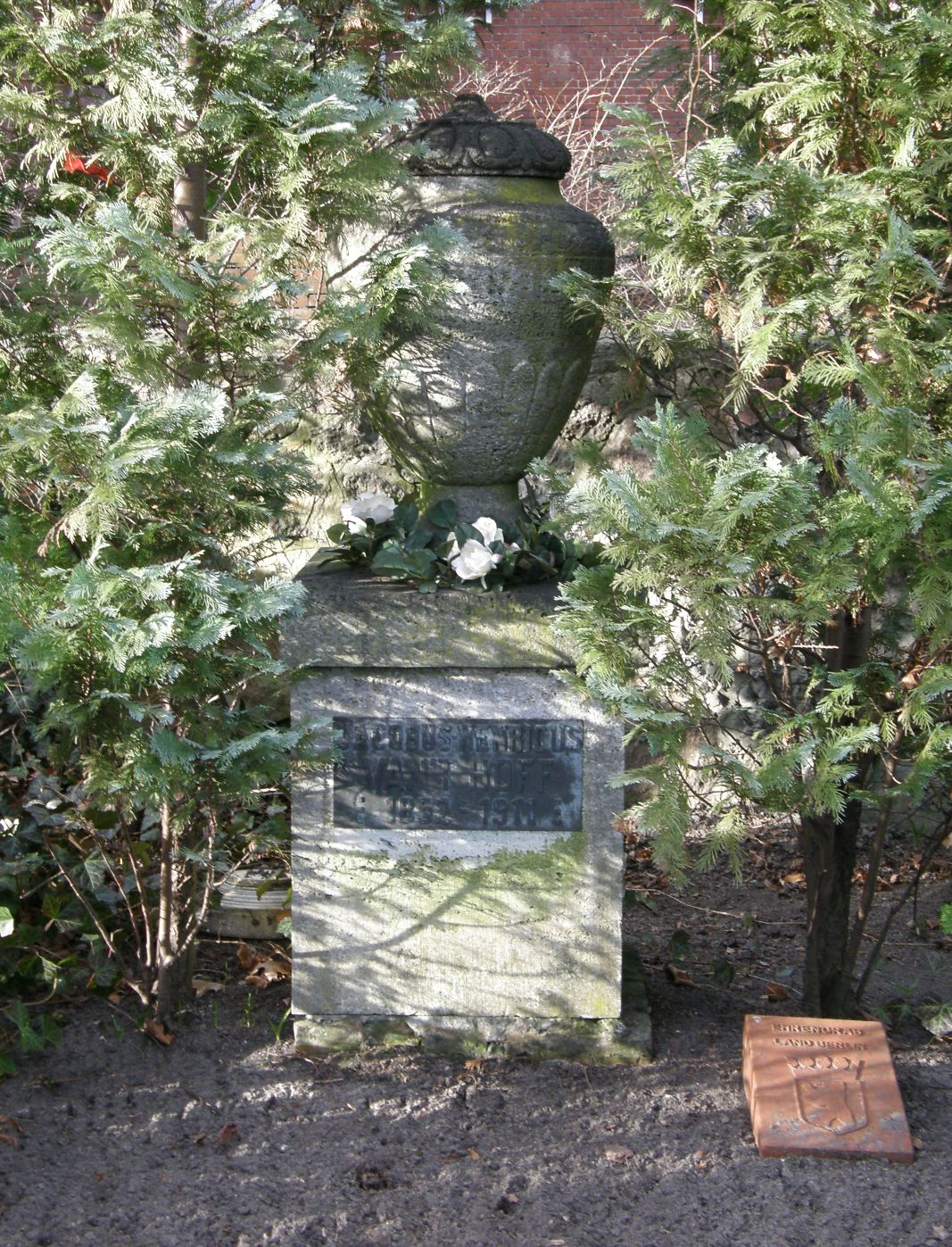
Tombe de Jacobus Henricus Van 't Hoff
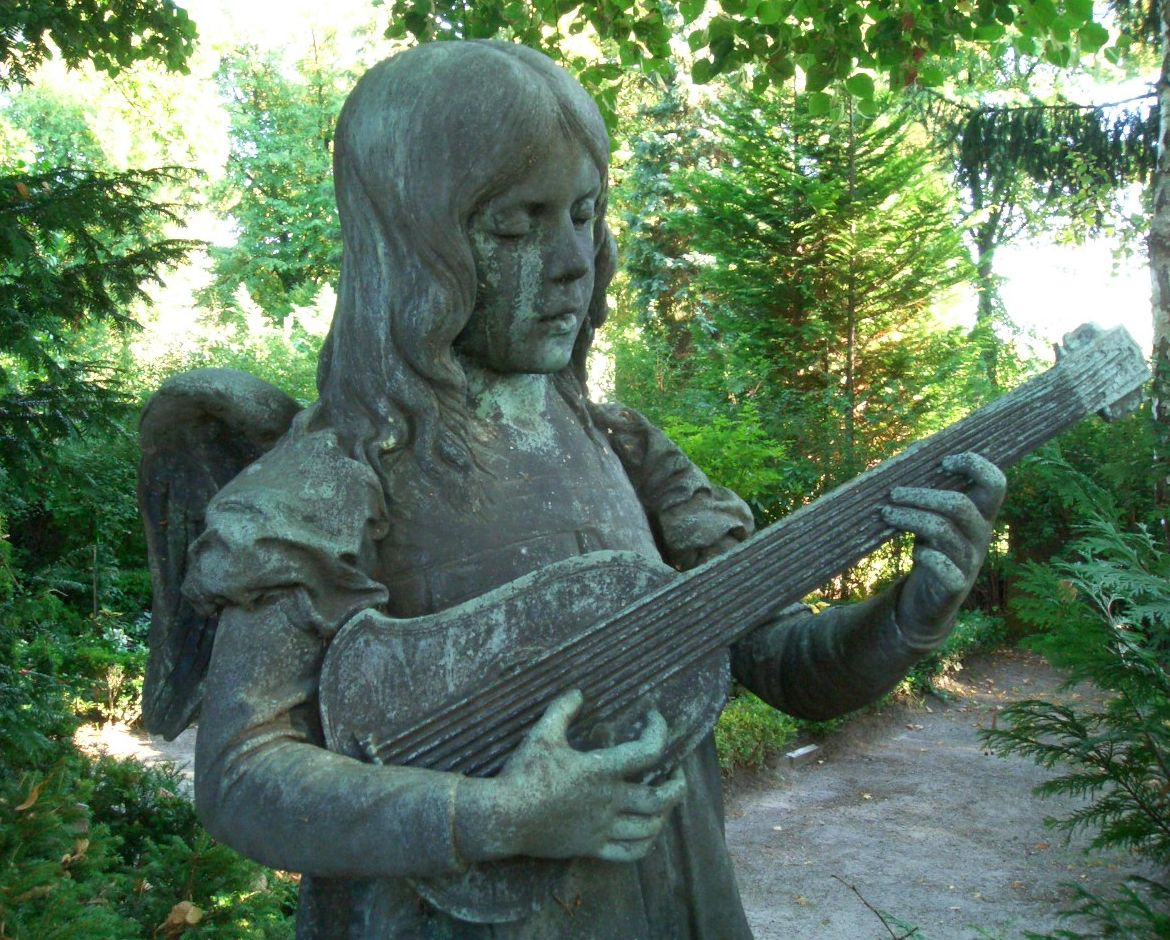
Ange jouant de la guitare au-dessus de la tombe de Max Unger

## Personnalités enterrées à l'aître Sainte-Anne

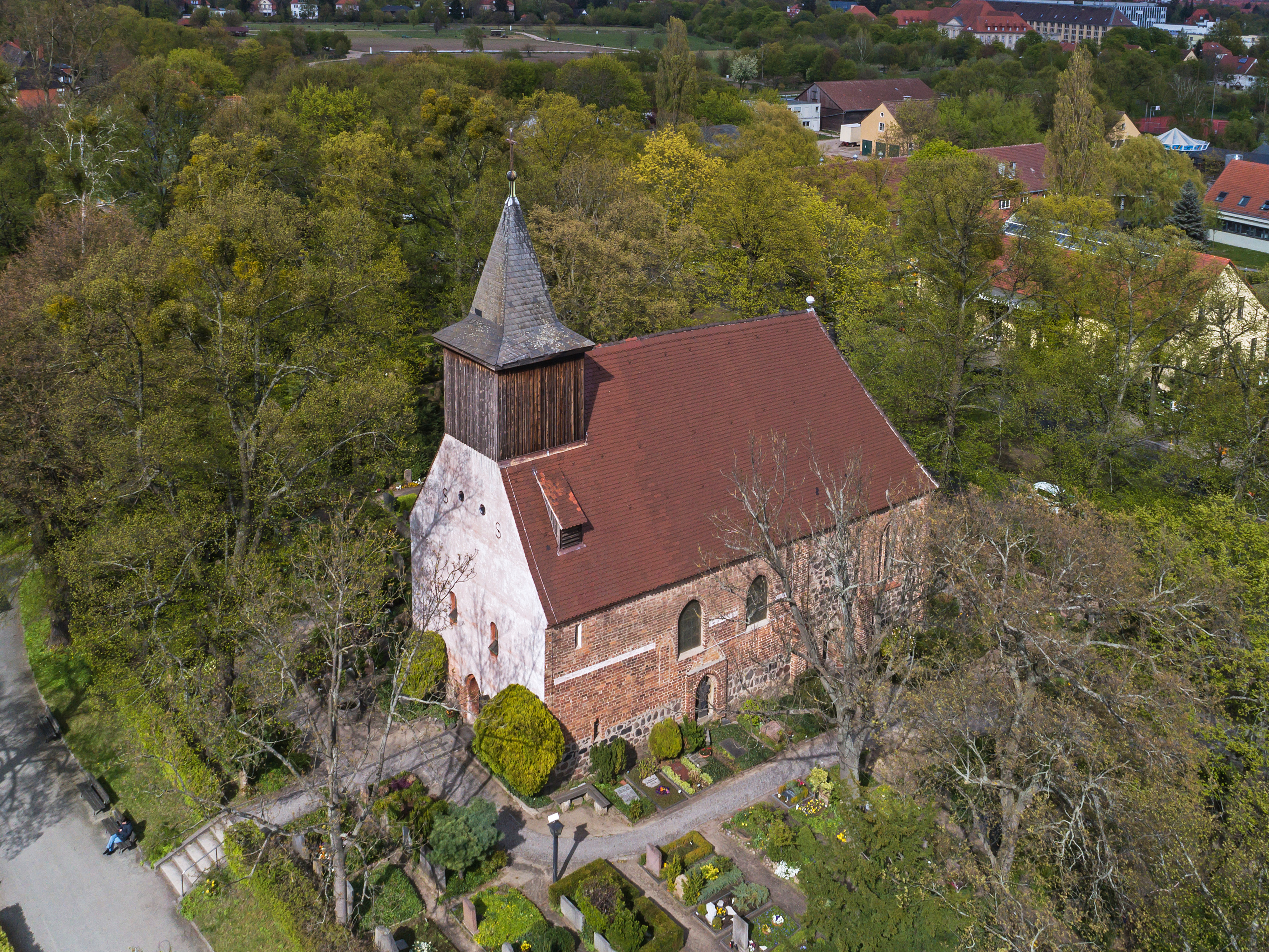
Vue de l'église Sainte-Anne de Dahlem entourée de l'aître Sainte-Anne

- Carl Friedrich von Beyme (1765-1838), juriste et ministre prussien
- Rudi Dutschke (1940-1979), militant révolutionnaire marxiste
- Ludwig Knaus (1829-1910), peintre